# The Black Mamba
The Black Mamba is een Portugese band.

## Biografie
The Black Mamba werd in 2010 opgericht. Nog datzelfde jaar bracht de band een eerste album uit. De groep wist nooit nationale bekendheid te vergaren, totdat het begin 2021 eindwinnaar werd van Festival da Canção, de Portugese preselectie voor het Eurovisiesongfestival. Met het nummer Love is on my side zorgden ze voor een primeur op het Eurovisiesongfestival 2021, aangezien het de eerste Portugese inzending ooit is die niet in het Portugees vertolkt werd. Het lied haalde de finale en werd daarin 12de.
Begin juli 2021 kondigde de band aan in januari 2022 weer terug te komen naar Nederland, voor een concert in de Melkweg (Amsterdam), ter ere van hun nieuwe album 'Last Night in Amsterdam', geschreven en opgenomen in Nederland. Dit optreden werd uitgesteld tot oktober 2022. Dan staat de band ook in Parkstad Limburg Theaters in Heerlen.
1964: António Calvário · 
1965: Simone de Oliveira · 
1966: Madalena Iglésias · 
1967: Eduardo Nascimento · 
1968: Carlos Mendes · 
1969: Simone de Oliveira · 
1971: Tonicha · 
1972: Carlos Mendes · 
1973: Fernando Tordo · 
1974: Paulo de Carvalho · 
1975: Duarte Mendes · 
1976: Carlos do Carmo · 
1977: Os Amigos · 
1978: Gemini · 
1979: Manuela Bravo · 
1980: José Cid · 
1981: Carlos Paião · 
1982: Doce · 
1983: Armando Gama · 
1984: Maria Guinot · 
1985: Adelaide Ferreira · 
1986: Dora · 
1987: Nevada · 
1988: Dora · 
1989: Da Vinci · 
1990: Nucha · 
1991: Dulce Pontes · 
1992: Dina · 
1993: Anabela · 
1994: Sara Tavares · 
1995: Tó Cruz · 
1996: Lúcia Moniz · 
1997: Célia Lawson · 
1998: Alma Lusa · 
1999: Rui Bandeira · 
2001: MTM · 
2003: Rita Guerra · 
2004: Sofia Vitória · 
2005: 2B · 
2006: Nonstop · 
2007: Sabrina · 
2008: Vânia Fernandes · 
2009: Flor-de-Lis · 
2010: Filipa Azevedo · 
2011: Homens da Luta · 
2012: Filipa Sousa · 
2014: Suzy · 
2015: Leonor Andrade · 
2017: Salvador Sobral · 
2018: Cláudia Pascoal · 
2019: Conan Osíris · 
2021: The Black Mamba · 
2022: Maro · 
2023: Mimicat · 
2024: Iolanda · 
2025: Napa